# Стил Крик (Аљаска)
Стил Крик (енгл. Steele Creek) насељено је место без административног статуса у америчкој савезној држави Аљаска.

## Демографија
По попису из 2010. године број становника је 6.662.
| Група             | 2000.    | 2010.         |
| Белци             | 0 (0,0%) | 5.714 (85,8%) |
| Афроамериканци    | 0 (0,0%) | 52 (0,8%)     |
| Азијати           | 0 (0,0%) | 60 (0,9%)     |
| Хиспаноамериканци | 0 (0,0%) | 216 (3,2%)    |
| Укупно            | 0        | 6.662         |